# ロバート・ベントン
ロバート・ベントン（Robert Benton、1932年9月29日 - 2025年5月11日）は、アメリカ合衆国の映画監督、脚本家、映画プロデューサー。『クレイマー、クレイマー』を監督したことで知られている。

## 経歴
1932年9月29日、テキサス州ワクサハチーに生まれる。テキサス大学オースティン校とコロンビア大学で学ぶ。その後、雑誌『エスクァイア』でアート・ディレクターを務める。1967年、『俺たちに明日はない』の脚本をデイヴィッド・ニューマンと共同執筆する。1972年、『夕陽の群盗』で映画監督業に進出。1979年には『クレイマー、クレイマー』の監督と脚本を手がけた。
2025年5月11日、マンハッタンの自宅で死去。92歳没。

## フィルモグラフィー

### 映画
- 俺たちに明日はない Bonnie and Clyde（1967年） - 脚本
- 大脱獄 There Was a Crooked Man...（1970年） - 脚本
- おかしなおかしな大追跡 What's Up, Doc?（1972年） - 脚本
- 夕陽の群盗 Bad Company（1972年） - 監督・脚本
- レイト・ショー The Late Show （1977年） - 監督・脚本
- スーパーマン Superman（1978年） - 脚本
- クレイマー、クレイマー Kramer vs. Kramer（1979年） - 監督・脚本
- 殺意の香り Still of the Night（1982年） - 監督・脚本・原案
- プレイス・イン・ザ・ハート Places in the Heart（1984年） - 監督・脚本
- 消えたセクシー・ショット Nadine（1987年） - 監督・脚本
- 事件を追え The House on Carroll Street（1988年） - 製作総指揮
- ビリー・バスゲイト Billy Bathgate（1991年） - 監督
- ノーバディーズ・フール Nobody's Fool（1994年） - 監督・脚本
- トワイライト 葬られた過去 Twilight（1998年） - 監督・脚本
- 白いカラス The Human Stain（2003年） - 監督
- アイス・ハーヴェスト 氷の収穫 The Ice Harvest（2005年） - 脚本・製作総指揮
- ラブ・アペタイザー Feast of Love（2007年） - 監督

## 受賞
- 1980年 - 第52回アカデミー賞 - 監督賞（『クレイマー、クレイマー』）[9]
- 1980年 - 第52回アカデミー賞 - 脚色賞（『クレイマー、クレイマー』）[9]
- 1985年 - 第57回アカデミー賞 - 脚本賞（『プレイス・イン・ザ・ハート』）[10]